# Дальний Клин
Дальний Клин — упразднённый в 2015 году посёлок в Гордеевском районе Брянской области, в составе Гордеевского сельского поселения. Располагался в 3,5 км к северо-востоку от села Гордеевка. Население — 2 человека (2010).

## История
Основан в 1920-х годах; до 2005 года входил в Гордеевский сельсовет.
Упразднён законом Брянской области от 28 сентября 2015 года № 74-З в связи с переселением жителей в другие населённые пункты.
| Годы      | 1926 | 1979 | 1989 | 2002 | 2010 |
| --------- | ---- | ---- | ---- | ---- | ---- |
| Население | 65   | 7    | 5    | 3    | 2    |